# Vitovska
Die Vitovska (italienisch auch Vitouska) ist eine Weißweinsorte, aus dem slowenischen Karst, Kras genannt, die auch in der italienischen Provinz Friaul-Julisch Venetien angebaut wird, vor allem in den Gemeinden Sgónico und Duino Aurisina (in der DOC-Region Carso), entlang des Küstenstreifens bis nach Istrien. Aber auch im slowenischen Karst wurden die alten Qualitäten der Vitovska wieder neu entdeckt. Branko & Vasja Cotar gehören zu den Spitzenerzeugern. Kleinere Rebflächen befinden sich im Vipava-Tal.
Der Name der Weinrebe ist slowenischen Ursprungs, wo sie manchmal auch Vitovska Garganija bezeichnet wird. Die zweite Bezeichnung soll aber nicht in die Irre führen, da die Trauben aufgrund ihrer Form und Größe keine Gemeinsamkeit mit der venetischen Garganega-Traube hat. Vitovska ist eine Varietät der Edlen Weinrebe (Vitis vinifera).
Früher vermischte man diese Rebsorte mit anderen Trauben, heute hingegen wird sie meistens sortenrein gekeltert.

## Synonyme
Die Rebsorte ist auch unter folgenden Namen bekannt: Dolcin, Gargania, Ribolla Gialla, Vitouska, Vitovska Garganija, Vitovska Grganja.